# Tholy
Tholy – miejscowość i gmina we Francji, w regionie Grand Est, w departamencie Wogezy.
Według danych na rok 1990 gminę zamieszkiwało 1 541 osób, a gęstość zaludnienia wynosiła 50 osób/km² (wśród 2335 gmin Lotaryngii Tholy plasuje się na 265. miejscu pod względem liczby ludności, natomiast pod względem powierzchni na miejscu 57.).